# Більчев (Островський повіт)
Більчев (пол. Bilczew) — село в Польщі, у гміні Серошевиці Островського повіту Великопольського воєводства.
Населення — 61 особа (2011).

## Демографія
Демографічна структура станом на 31 березня 2011 року:
|          | Загалом | Допрацездатний вік | Працездатний вік | Постпрацездатний вік |
| -------- | ------- | ------------------ | ---------------- | -------------------- |
| Чоловіки | 26      | 6                  | 18               | 2                    |
| Жінки    | 35      | 4                  | 24               | 7                    |
| Разом    | 61      | 10                 | 42               | 9                    |